# Ковдейл (Огайо)
Ковдейл (англ. Covedale) — переписна місцевість (CDP) в США, в окрузі Гамільтон штату Огайо. Населення — 6472 особи (2020).

## Географія
Ковдейл розташований за координатами 39°7′36″ пн. ш. 84°38′10″ зх. д. / 39.12667° пн. ш. 84.63611° зх. д. (39.126652, -84.636191).  За даними Бюро перепису населення США в 2010 році переписна місцевість мала площу 7,25 км², уся площа — суходіл.

## Демографія
Згідно з переписом 2010 року, у переписній місцевості мешкало 6447 осіб у 2547 домогосподарствах у складі 1775 родин. Густота населення становила 889 осіб/км².  Було 2691 помешкання (371/км²).
Расовий склад населення:
| - 93,7 % — білих - 3,4 % — чорних або афроамериканців - 1,1 % — азіатів |

До двох чи більше рас належало 1,4 %. Частка іспаномовних становила 1,0 % від усіх жителів.
За віковим діапазоном населення розподілялося таким чином: 22,9 % — особи молодші 18 років, 58,8 % — особи у віці 18—64 років, 18,3 % — особи у віці 65 років та старші. Медіана віку мешканця становила 43,6 року. На 100 осіб жіночої статі у переписній місцевості припадало 89,0 чоловіків;  на 100 жінок у віці від 18 років та старших — 87,5 чоловіків також старших 18 років.
Середній дохід на одне домашнє господарство  становив 85 475 доларів США (медіана — 78 794), а середній дохід на одну сім'ю — 102 957 доларів (медіана — 94 618). Медіана доходів становила 55 805 доларів для чоловіків та 47 273 долари для жінок. За межею бідності перебувало 5,5 % осіб, у тому числі 11,5 % дітей у віці до 18 років та 3,0 % осіб у віці 65 років та старших.
Цивільне працевлаштоване населення становило 3363 особи. Основні галузі зайнятості: освіта, охорона здоров'я та соціальна допомога — 27,2 %, науковці, спеціалісти, менеджери — 15,2 %, фінанси, страхування та нерухомість — 11,1 %, роздрібна торгівля — 8,1 %.